# طاه
طاهٍ (Chef) هو شخص يملك من مهارات احترافية عالية تجعله مُلِمًا بجميع جوانب إعداد الطعام. كلمة «طاه:chef» مشتقة ومختصرة من الكلمة الفرنسية (chef de cuisine) (
تنطق بالفرنسية: [ʃɛf.də.kɥi.zin]
) وهو دور إداري في المطبخ حيث يكون أعلى درجة في المطبخ ويدير كل من فيه. في كل مطبخ هناك نظام وظيفي بحيث تعتمد مسؤولية العمل على الموقع في السلم الوظيفي والخبرة. لطهاة تصنيفات ومواقع على السلم الوظيفي كما لديهم أقسام ويرجع هذا التقسيم والتنظيم إلى الطاهي الفرنسي أوغسطين أوسكوفير الذي عمل على تنظيم المطبخ بطريقة أشبه للعسكرية أسماها (Brigade de Cuisine: بريجيت دي كوزين) والتي تعني حرفيا ألوية المطبخ.

## تاريخ
كان هناك تصنيفيين هما الإرستقراطيين والأخرون حيث كانت الفئة الأولى تقضي الساعات جالسة على مائدة الطعام يشربون وينتظرون الطبق تلو الأخر وكان الطهاة عاكفون على إعداد الأطعمة طبق وراء طبق وهكذا. وبعد هذا كله يقوم الطهاة بالطبخ لأنفسهم إذا تبقى شئ يأكلونه وهنا وجب أن تاتي الثورة الفرنسية. في العصور الوسطى، بدأ التجار والحرفيين بتشكيل النقابات وأصبحو في نهاية المطاف فئة قوية في حد ذاتها. في الجزء الأخير من القرن التاسع عشر، بدأ العاملون بمجال الطهي ملاحظة أن هناك بعض المال يكسبونه من هذه الفئة الغنية من الناس. كان لديهم المال الكافي ليقوم شخص آخر بإعداد طعامهم، لكنهم لا يزالون في حاجة إلى العمل. الشئ الذي كان مطلوب هو نظام يوزع المهام بين الطباخين. هنا فكر شخص يدعى أوغسطين أوسكوفير أنه لو أمكن تقليل ساعات تقديم الطعام من 6 ساعات إلى ساعتين فقط سيكون بإمكان هذه الطبقة الوسطى من العمل يوم كامل وإنفاق اموالهم في مطعم بأحد الفنادق الفخمة. كان أوسكوفير أول شخص في فن الطهي أدرك أن الوقت هو المال. أنشئ أوسكوفير نظامه على غرار التسلسل الهرمي العسكري. ويعتمد هذا النظام على سلسلة صارمة لتسلسل القيادة وفصل وتفويض المهام بين مجموعة العاملون في المطبخ. كان هناك اختلال وظيفي في النظام السابق أي ما قبل أوسكوفير حيث إذا تغيب واحد أو أثنين عن العمل سوف يحدث قصور في العمل. في نظام أوسكوفير كان الشعار هناك عمل لكل رجل، ولكل رجل عمل. كما هو الحال في الجيش، سلسلة القيادة لا يمكن أن يتم تجاوزها، ويتم تشغيل المطبخ بدقة متناهية.

## السلم الوظيفي
السلم الوظيفي أو التسلسل الهرمي العام هو على النحو التالي، وكل منصب مسؤول مباشرة أمام المنصب الذي أعلى منه:
| الدرجة                                  | بالفرنسية                                         | عن |
| --------------------------------------- | ------------------------------------------------- | --- |
| الطاهي التنفيذي                         | Chef de Cuisine                                   | هذا مركز إداري تنفيذي. يكون مسؤولا عن عدة مطابخ كما يعد مسؤولا عن الإدارة الناجحة وتنسيق الطعام لعدة مطاعم. يمضي الطاهي التنفيذي عمله وقتا كبيرا من عمله في معالجة مواضيع كتحسين الربح، المساعدة في المبيعات والتسويق، تنسيق الاتصالات وضمان أن الموظفين تم تدريبهم جيدا. كما يقوم بتحضير الميزانية السنوية وتوقعات المبيعات والتكاليف لجميع المطابخ.                             |
| طاهي تنفيذي مساعد                       | Sous Chef de Cuisine أو executive Sous chef       | يساعد الطاهي التنفيذي في إدارة المسؤوليات العامة لعمليات مطاعم متعددة. لدى هذا يدير هذا الطاهي عدد من الطهاة الرئيسين كما لديه مساعد ورؤساء أقسام كما لديه بعض الأعمال الإدارية مثل الجداول (ومثال عليها أوقات دوام وعطل الموظفين والي يعد أسبوعيا) وطلبيات الطعام وتسهيل التواصل بين الأقسام. في غياب الطاهي التنفيذي يحل الطاهي التنفيذي المساعد مكانه ويتخذ القرارات بدلا عنه. |
| الطاهي الرئيسي أو طاهي القسم            | Chef de Partie                                    | هو المسؤول عن قسم معين مثل الساخن أو السلطة أو المقبلات الباردة أو الساخنة. يكون هذا الطاهي المدير الأصغر ويكون مسؤولا عن شخص واحد على الأقل. |
| طباخ أو حديثا يسمون نائب الطاهي الرئيسي | Cuisinier أو حديثا يسمون Demi chef Chef de partie | هو مساعد الطاهي الرئيسي والذي تقع عليه مسؤولية إدارة القسم عند غياب رئيسه. |
| الطاهي المبتدئ                          | Commis                                            | هي الرتبة الأقل في الهرم. هو طاه لا خبرة له ويجب أن يراقب بدقة من قبل طاهي القسم. |
| متدرب                                   | Apprentice                                        | هم القادمون الجدد لعالم الطبخ وهم لا يملكون خبرة بتاتا أو خلفية ويجب أن تتم مراقبتهم وتعليمهم. |

يضاف إلى هذا السلم (غير موجود أيام أوسكوفير) درجة الطاهي الرئيسي للمنطقة أو area executive chef والذي يكون مسؤولا عن الطهاة التنفيذيين في عدة مواقع في المنطقة. في الكثير من الأحيان يسافر هذا الطاهي لمواقع مختلفة ويساعد الطهاة التنفيذيين في المفاهيم والرؤية والإستراتيجية. يضمن هذا الطاهي تطبيق معايير وسياسات الشركة. ويدعم الطهاة الرئيسين في القرارات بعيدة المدى وبخصوص أي افكار جديدة أو خطط لإدارة الموارد البشرية.

## الأقسام
كل قسم يديره طاهي رئيسي الذي يكون مسؤولا من رئيس القسم الأعلى منه. 
قام أوسكوفير بتنظيم الطهاة على النحو الاتي مع العلم أن هناك أقسام لم تدرج لانها أنتهت هذه الأيام ودمجت بغيرها من الأقسام كما يرجى العلم أن ليس جميع هذه الأقسام موجودة في جميع المطاعم بل يعتمد الأمر على حجم المطعم وعدد الموظفيت وضغط العمل:
| الدور               | بالفرنسية   | عن |
| ------------------- | ----------- | --- |
| طاه التحمير         | saucier     | هنا يتشابه معنى هذه الكلمة بالعربية مع "القلي" لكن الفرق أن هنا يتم تحمير الطعام بالقليل من الدهون مثل الزيت أو الزبدة بدون قليها بالزيت العميق. يكون دور هذا الطاه هو طبخ جميع الماكولات بالقليل من الدهن مثل الزيت أو الزبد مثل الخضراوات. |
| طاه السمك           | poissonier  | إعداد جميع الأطباق المتعلقة بالأسماك |
| طاه المشاوي (الفرن) | rôtisseur   | جميع الأطباق التي تشوى بالفرن مثل الللحم والدجاج. |
| طاه المشاوي (الجرل) | grillardin  | جميع الاطباق التي تشوى على الشواية (الجرل) مثل اللحم والدجاج. |
| طاه المقالي         | friturier   | مسؤول عن إعداد جميع الأطباق التي تطبخ بالدهون لكن هنا يكون الدهون المستخدمة عميقة أي يتم استخدام الكثير من الدهو بحيث يكون الطعام مغطى كليا بها مثل قلي البطاطا.                                                                             |
| طاه الخضراوات       | entremetier | مسؤول عن إعداد اطباق السلطة والمقبلات الباردة. |
| طاه الشوربات        | legumier    | مسؤول عن إعداد اطباق الشوربات. |
| طاه الحلويات        | Patissier   | مسؤول عن إعداد جميع أطباق الحلو. |
| طاه الخباز          | Boulanger   | مسؤول عن إعداد جميع انواع الخبيز. |